# Corallium johnsoni
Corallium johnsoni is een zachte koraalsoort uit de familie Coralliidae. De koraalsoort komt uit het geslacht Corallium. Corallium johnsoni werd in 1860 voor het eerst wetenschappelijk beschreven door Gray. 